# 動感摩天樓
動感摩天樓（Dynamic Tower，或稱為動感大樓、达芬奇旋转塔），由義大利建築師大衛·費雪設計，預計建築高度為420公尺，位於阿拉伯聯合大公國的杜拜。
動感摩天樓的特色為80間以中央樓柱做360度旋轉的房間，旋轉一周約1到3個小時；而電力將由樓梯間的79座風力渦輪機提供。
至2021年工程還未開始，亦未有公佈確實地點。

## 外部連結
- 360度轉 杜拜蓋動感摩天樓 （页面存档备份，存于）
- 杜拜動感大樓 每層360度旋轉